# Franz H. U. Borkenhagen
Franz H. U. Borkenhagen (* 1945 in Walsrode) ist ein deutscher Offizier und Publizist mit Schwerpunkt Sicherheitspolitik. Von 2002 bis 2005 war er Leiter des Planungsstabes des Bundesministers der Verteidigung.

## Leben
Borkenhagen trat 1965 in die Bundeswehr ein; er diente im Heer in der „Technischen Truppe Nachschub“. Von 1968 bis 1984 durchlief er verschiedene Verwendungen als Offizier in der Truppe u. a. als Kompaniechef und in Stäben. 1980 war der Hauptmann gemeinsam mit Bernd Grass, Volker Kröning und Lutz Unterseher Gründungsmitglied der SPD-nahen „Studiengruppe Alternative Sicherheitspolitik“ (SAS). 1983/84 wurde der Major in der Dienststelle Militärischer Anteil („Military Fellow“) am Institut für Friedensforschung und Sicherheitspolitik an der Universität Hamburg verwendet. Zuletzt bekleidete er den Dienstgrad eines Oberstleutnants.
Zwischen 1984 und 1991 war er Referent für Bundeswehrfragen beim Parteivorstand der SPD, Büroleiter des stellvertretenden SPD-Parteivorsitzenden Johannes Rau und Leiter der Abteilung 1 („Organisation“) im Erich-Ollenhauer-Haus, der Bundesparteizentrale der SPD, in Bonn. Von 1991 bis 1998 war Borkenhagen unter Rau, dieser inzwischen nordrhein-westfälischer Ministerpräsident, Regierungsangestellter, d. h. zuständiger Referatsleiter für Europapolitik, in der Staatskanzlei des Landes Nordrhein-Westfalen sowie im Ministerium für Bundes- und Europaangelegenheiten des Landes Nordrhein-Westfalen in Düsseldorf und Bonn.
Nach der Wahl Gerhard Schröders (SPD) zum Bundeskanzler 1998 wechselte Borkenhagen in das Bundesministerium der Verteidigung und war dort unter dem Minister Rudolf Scharping (SPD) von 1999 bis 2001 stellvertretender Leiter des Planungsstabs des Bundesministers der Verteidigung in Bonn und Berlin. Er diente in dieser Funktion unter den Generalleutnanten Harald Kujat und Wolfgang Schneiderhan. 2001/02 übernahm er in Berlin die Leitung des Presse- und Informationsstab des Bundesministeriums der Verteidigung und war damit auch Sprecher des Bundesverteidigungsministers Scharping. 2002 wurde Schneiderhan zum Generalinspekteur der Bundeswehr ernannt und Borkenhagen folgte ihm als Leiter des Planungsstabes. In dieser Funktion diente Borkenhagen zunächst unter Minister Scharping und nach dessen Ausscheiden aus dem Kabinett 2002 unter Peter Struck (SPD) bis 2005. Nach der Bundestagswahl 2005 wurde Borkenhagen durch Ulrich Schlie ersetzt. Während seiner Amtszeit war er Gast einer Arbeitsgruppe der Kommission „Gemeinsame Sicherheit und Zukunft der Bundeswehr“ (Weizsäcker-Kommission).
Von 2006 bis 2010 war er Fellow der Bertelsmann Stiftung in Gütersloh. Außerdem war er neben anderen außen- und sicherheitspolitischen Experten Mitglied der „Venusberg Group“. 2010 wurde er Leiter des Arbeitskreises Internationale Sicherheitspolitik der SPD-nahen Friedrich-Ebert-Stiftung.

## Schriften (Auswahl)
- (Hrsg.): "Wehrkraftzersetzung". Offiziere äussern sich zur Heilbronner Erklärung (= Rororo. 5435). Rowohlt, Reinbek bei Hamburg 1984, ISBN 3-499-15435-8.
- (Hrsg.): Bundeswehr – Demokratie in oliv?. Streitkräfte im Wandel. Dietz, Berlin u. a. 1986, ISBN 3-8012-0114-7.
- mit Christian Bruns-Klöss, Gerhard Memminger (Hrsg.): Die deutschen Länder in Europa. Politische Union und Wirtschafts- und Währungsunion. Nomos, Baden-Baden 1992, ISBN 3-7890-2648-4.
- Europa braucht GASP. Gemeinsame Aussen- und Sicherheitspolitik in und für Europa. Bouvier, Bonn 1993, ISBN 3-416-02443-5.
- Aussenpolitische Interessen Deutschlands. Rolle und Aufgaben der Bundeswehr. Bouvier, Bonn 1997, ISBN 3-416-02615-2.
- (Hrsg.): Europapolitik der deutschen Länder. Bilanz und Perspektiven nach dem Gipfel von Amsterdam. Leske und Budrich, Opladen 1998, ISBN 3-8100-1881-3.
- mit Thomas Fischer, Fritz Franzmeyer, Siegfried Magiera, Peter-Christian Müller-Graff: Arbeitsteilung in der Europäischen Union. Die Rolle der Regionen. Verlag Bertelsmann-Stiftung, Gütersloh 1999, ISBN 3-89204-847-9.
- Die Entwicklung der europäischen Sicherheits- und Verteidigungspolitik (= Allgemeine Reihe der Österreichischen Gesellschaft für Landesverteidigung und Sicherheitspolitik. 71). Österreichische Gesellschaft für Landesverteidigung und Sicherheitspolitik, Wien 2004.